# 劉兆文
劉兆文，號薇垣，山東登州府莱阳县人。明朝政治人物、進士出身。

## 生平
幼颖绝伦，经史外旁及古文，不能句讀者皆怡然悬解。萬曆七年（1579年）己卯科鄉試舉人，十七年（1589年）己丑科進士，吏部觀政，初授上蔡县知县。二十二年升漢陽府通判，二十六年升大名府同知，三十二年升彰德知府。三十四年（1602年）任開封府知府，捐俸赡士，输粟赈荒。值漳河泛滥，公親视要害，或遏或利，水不爲灾，人至今俎豆之。入覲，歸里，貤恩二親，營舍手足，與同無分彼己。值母丁太恭人艱，哀毁成疾，卒至不起，享年五十三。爲孝爲友，士論至今稱之。